# Лоайса, Гарсиа Хофре де
Гарси́а Хофре́ де Лоа́йса (исп. García Jofré de Loayza); 1490 — 30 июля 1526) — испанский мореплаватель, руководитель первой экспедиции, отправившейся через Тихий океан по следам Магеллана. Командор Иерусалимского ордена Святого Иоанна. Погиб во время плавания и похоронен в океане.

## Организация экспедиции

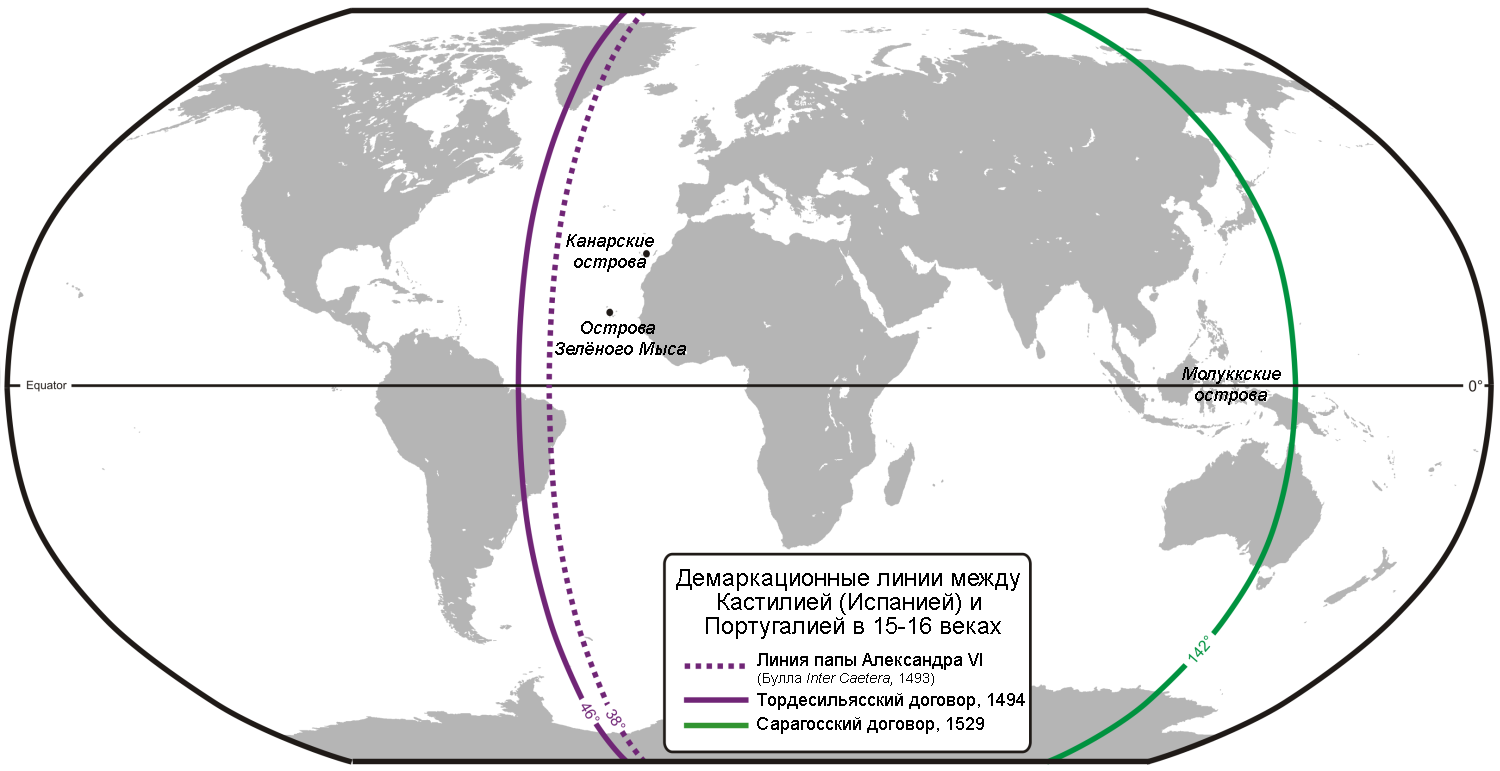
Линии демаркации колоний между Испанией и Португалией в XV и XVI вв.

После возвращения участников первой кругосветной экспедиции, между Испанией и Португалией возник спор, кому должны принадлежать Молуккские острова. Специально созванная для этой цели Хунта Бадахос-Элваш(pt:) заседала 50 дней, но не пришла ни к какому решению. Тогдашнее состояние науки не позволяло установить точные координаты островов. После провала этого конгресса испанцы, стремясь закрепить за собой острова пряностей снарядили экспедицию под руководством Лоайсы. Она должна была пройти Магеллановым проливом, пересечь Тихий океан и достигнуть Молуккских островов с востока. Лоайса должен был стать губернатором островов.
24 июля 1525 года флотилия в составе семи судов и 450 человек экипажа вышла из порта Ла-Корунья. Лоайса находился на корабле Санта-Мария-де-ля-Виктория (исп. Santa María de la Victoria) (водоизмещение—300 тонн), главный штурман Хуан Себастьян Элькано на корабле Санкти-Эспиритус (исп. Sancti Spiritus) (водоизмещение 200т).
Кроме того в экспедицию входили суда Сан Лесмес (исп. San Lesmes), капитан Франсиско де Осес; Санта-Мария-дель-Параль (исп. Santa María del Parral), капитан Хорхе Нахера; Анунсиада (исп. Anunciada), капитан Педро де Вера; Сан-Габриель (исп. San Gabriel), капитан Родриго де Акунья; Сантьяго (исп. Santiago), капитан Сантьяго де Гевара.

## Атлантика
При переходе через Атлантический океан от эскадры оторвались флагманское судно «Санта-Мария-де-ля-Виктория» (под командованием Лоайса) и «Сан-Габриель» (под командованием Родриго де Акунья). Командование пятью оставшимися судами принял на себя Элькано. 12 января этот отряд вошел в устье реки Санта Крус, где Элькано надеялся дождаться адмирала. Но офицеры эскадры хотели войти в Магелланов пролив как можно быстрее, поэтому уже 14 января эскадра отправилась в путь, оставив пинассу Сантьяго дожидаться Лоайсу.
У входа в Магелланов пролив корабли попали в сильный шторм, во время которого по вине Элькано погиб «Санкти-Эспиритус». Его экипаж оказался на берегу, вскоре у них стали подходить к концу запасы провизии. 20 января 1526 года к эскадре подошли отставшие корабли под командованием Лоайсы, которые подобрали находившихся на берегу людей. На какое-то время вся флотилия (за исключением погибшего корабля) оказалась в сборе. Но в начале февраля разыгрался новый шторм. Корабли «Сан Лесмес» и «Санта-Мария-дель-Парраль» были унесены к югу, где видели «конец земли». Это была или южная оконечность Огненной Земли или один из островов за которым простиралось открытое море. Но тогда на это сообщение не обратили внимания. В эти же дни из состава эскадры дезертировали два судна. Капитан «Анунсиадо» решил попытаться достичь Молуккских островов восточным путём, вокруг мыса Доброй Надежды, его корабль пропал без вести. «Сан-Габриель» отправился на север и вернулся в Испанию с грузом бразильского дерева. Это было единственное судно, вернувшееся в Испанию.
Оставшиеся четыре судна вновь собрались в устье реки Санта Крус, где приступили к ремонту повреждений. В конце марта они снялись с якоря и 5 апреля вошли в Магелланов пролив, который прошли за 7 недель (Магеллан прошел за 4 недели). После выхода из пролива 1 июня 1526 года эскадра попала в страшную бурю, которая навсегда разлучила корабли.

## Тихий океан

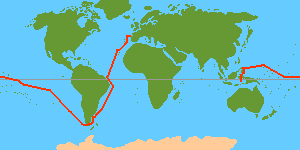
Экспедиция Лоайсы

«Сан Лесмес» пропал без вести, возможно, потерпел крушение у одного из островов Полинезии. Сантьяго де Гевара (капитан самого маленького судна «Сантьяго») понимал, что ему не хватит припасов для пересечения океана, поэтому отправился на север, рассчитывая достичь испанских поселений в Северной Америке. Он прошел 7000 километров за семь недель и доказал, что Южная Америка нигде не выступает далеко на запад. Хорхе Нахера на каравелле «Санта-Мария-дель-Парраль» самостоятельно пересек Тихий океан и потерпел крушение у Филиппин. Часть экипажа спаслась.
На флагманском корабле «Санта-Мария-де-ла-Виктория» находилось 145 человек, включая Лоайсу, Элькано и Урданету. Более 40 из них умерли во время плавания. 30 июля умер Лоайса. Адмиралом стал Элькано (умер 6 августа). Командование принял Торибио Алонсо де Саласар. 21 августа впервые увидели землю (вероятно, Маршалловы острова). 4 сентября подошли к острову Гуам, где подобрали Гонсало Виго, дезертира из экспедиции Магеллана. Вскоре умер Саласар и командиром стал Мартин Иньигес де Саркисано. 2 октября достигли Минданао, 1 января 1527 года прибыли к Тидоре, где начали строить укрепления.

## Дальнейшая судьба экспедиции
С помощью местных жителей они отбили нападение португальцев. Командир испанцев вскоре умер, новым командиром стал Эрнандо де ла Торре. «Санта-Мария-де-ла-Виктория» пришла в полную негодность, и испанцам оставалось надеяться лишь на помощь из Испании.

Путь Сааведры

В 1527 году из Новой Испании к Молуккским островам вышла экспедиция Сааведры. В начале 1528 года единственный уцелевший корабль из этой экспедиции «Флорида» достиг Филиппин и подобрал оставшихся в живых моряков с «Санта-Мария-дель-Парраль». В конце марта он пристал к острову Тидоре. На борту корабля было всего лишь 45 человек и они мало чем могли помочь находившимся на острове испанцам. В 1528 и в 1529 году Сааведра дважды пытался достичь Новой Испании, переплыв Тихий океан с запада на восток, но оба раза неудачно. В это время Карл I продал права на Молукки за 350 000 дукатов согласно Сарагосскому договору.
Вскоре оставшиеся в живых испанцы попали в руки португальцев. Из всех участников экспедиций Лоайсы и Сааведры, пересекших Тихий океан, в Европу 26 июня 1536 года вернулось лишь восемь человек. Среди них был Урданета, который в будущем откроет путь от Филиппин к Мексике.